# Narcopentecostalismo
Narcopentecostalismo es un término utilizado por periodistas e investigadores para describir el vínculo entre facciones del narcotráfico y religiones de base neopentecostal, a partir de la década de 2010, especialmente en el contexto de las favelas de Río de Janeiro, ya sea mediante la adopción de símbolos relacionados con Israel y el Antiguo Testamento, o mediante la cooptación directa como forma de lavado de dinero, un fenómeno observado en otros estados brasileños.

## Antecedentes
El acercamiento entre el crimen organizado, en particular el narcotráfico, pero también entre las milicias de Río de Janeiro, empezó a hacerse evidente a mediados de los años 1990. Investigadores como Christina Vital Cunha, de la Universidad Federal Fluminense, registraron el crecimiento de la llamada «gramática pentecostal», una cosmovisión cristiana basada en valores neopentecostales. Como señala la socióloga:

E pensando em toda a doutrina, o modo pentecostal de ver o mundo é, de certo modo, muito próximo à maneira pela qual os traficantes entendem o mundo. Os traficantes veem o mundo como uma luta, uma guerra, um campo de disputas de forças entre o bem e o mal, de disputa de almas e corpos. E, assim como os evangélicos, também precisam de proteção para lidar com esse mundo de guerra.
Y pensando en toda la doctrina, la manera pentecostal de ver el mundo es, en cierto modo, muy parecida a la manera en que los narcotraficantes entienden el mundo. Los traficantes ven el mundo como una lucha, una guerra, un campo de disputas entre el bien y el mal, una disputa entre almas y cuerpos. Y, al igual que los evangélicos, también necesitan protección para hacer frente a este mundo de guerra.

 
Vital señala que entre los narcotraficantes, el factor de atracción hacia las iglesias evangélicas proviene del paso por el sistema carcelario (en el que la conversión tiene un carácter utilitario, de protección dentro de la institución y de mayor estatus moral y social), o por influencia familiar. Entre los milicianos, señala Vital, la influencia es en su mayoría familiar, pero su práctica suele estar muy alejada del discurso. La conversión de individuos de uno u otro segmento criminal también aporta prestigio y capital político en las disputas entre las diversas denominaciones evangélicas, con pastores compitiendo por los testimonios de los conversos más famosos.
Pero hasta principios de la década de 2010, aunque ya había sido estudiado previamente por la academia, el fenómeno aún no había llamado la atención de los medios de comunicación. Esto cambió en 2013, cuando el grupo criminal Bonde de Jesus surgió en Río de Janeiro, liderado por Fernando Gomes de Freitas, conocido como «Fernandinho Guarabú», asesinado en un enfrentamiento con la policía en 2019. Entre otras acciones violentas, el «Bonde de Jesus» se hizo conocido por su intolerancia religiosa, dirigida principalmente a los practicantes de religiones afrobrasileñas como la umbanda y el candomblé, que vieron sus lugares de culto invadidos y vandalizados en el Morro do Dendê, un complejo de favelas en la Isla del Gobernador, en la Zona Norte de Río de Janeiro; se prohibió el uso de guías y ropa blanca, y se expulsó a mães-de-santo y pais-de-santo de la comunidad (prácticas que fueron adoptadas por otras facciones criminales y continúan ocurriendo hasta el día de hoy).
Tras la muerte de Fernandinho Guarabú, con la conversión de parte de la dirigencia del Terceiro Comando Puro (TCP) al neopentecostalismo dentro del sistema penitenciario, se produjo una convergencia de la facción con las milicias, grupo que hasta entonces era visto como enemigo. A diferencia de los narcotraficantes, cuyas actividades pueden ser caracterizadas inequívocamente como de naturaleza criminal, las milicias operan en una zona gris que les permite operar con la ley, e incluso disfrutar de una considerable influencia social y política en sus bastiones, un aspecto representado al público en general en la película Tropa de élite 2.
Como los asuntos de ambos grupos en teoría no se cruzan (los traficantes venden drogas ilícitas y los milicianos extorsionan a residentes y comerciantes y/o brindan servicios pirateados y sobrevalorados), su alianza permitió al TCP, a partir de mayo de 2020, expandir y mantener con éxito su dominio en áreas previamente controladas por los archirrivales del Comando Vermelho, como el Complexo de Israel (área conformada por las comunidades Parada de Lucas, Cidade Alta, Pica-Pau, Cinco Bocas y posteriormente Quitungo, en Brás de Pina, en la Zona Norte de Río). La región está dirigida por Álvaro Malaquias Santa Rosa, conocido como «Arão» o «Peixão», quien supuestamente fue ordenado pastor por una iglesia evangélica, según información de la Policía Civil del Estado de Río de Janeiro.

## Lavado de dinero
Una preocupación de la sociedad civil reflejada en una entrevista de 2021 con la socióloga Christina Vital, fue la posibilidad de que el acercamiento entre evangélicos y narcotraficantes se estuviera dando por razones menos nobles, es decir, el lavado de dinero. Cuando se le preguntó si los cientos de templos evangélicos diseminados por Brasil podrían servir para ese propósito, afirmó:
 

Ouvi comentários sobre pastores que "esquentavam" dinheiro de traficantes para que esses saíssem da "vida do crime". Assim, colocavam no nome próprio e de familiares do líder propriedades rurais, lojas e outros negócios como meio de viabilizar uma "nova vida" para seus liderados. No caso de milicianos, tal prática é desnecessária em vista de vários deles terem uma vida civil estável. [...] Com os traficantes é diferente: vários têm passagens no sistema penitenciário ou são fugitivos da Justiça.
Escuché comentarios sobre pastores que «lavaban» dinero de los narcotraficantes para poder abandonar la «vida criminal». Así, pusieron propiedades rurales, tiendas y otros negocios a nombre del propio líder y de sus familiares como forma de hacer posible una «nueva vida» para sus seguidores. En el caso de los milicianos, tal práctica es innecesaria dado que muchos de ellos tienen vidas civiles estables. [...] Con los narcotraficantes es diferente: muchos han estado en el sistema penitenciario o están prófugos de la justicia.

Así se confirmó en 2023 en un caso que involucra a un alto dirigente del Primeiro Comando da Capital, Valdeci Alves dos Santos, conocido como «Colorido», su hermano, Geraldo dos Santos Filho, más conocido como Pastor Júnior, y la esposa de Geraldo. El grupo fue acusado por el Ministerio Público de Río Grande del Norte (MPRN) de lavar 25 millones de reales provenientes del narcotráfico, a través de la compra de siete iglesias en Rio Grande do Norte y São Paulo. Según MPRN, el plan ya llevaba más de dos décadas en marcha y estaba dirigido por Colorido, quien actualmente cumple condena en la Penitenciaría Federal de Brasilia.

## Crítica
Algunos investigadores cuestionan la conversión de los traficantes al neopentecostalismo, ya que esto sería en teoría una contradicción flagrante entre el discurso religioso y la práctica cotidiana. El apodo de Arão, «Peixão», es una referencia al símbolo cristiano Ichthys, pero ha sido actualizado a una representación del siglo XXI, Peixonauta, un personaje de una serie animada brasileña para niños. Además de las banderas de Israel (estado cuya creación simboliza para los evangélicos la cercanía de la Segunda Venida) visibles en varios puntos del Complejo, el traficante ordenó que se pintaran estrellas de David en las paredes de la comunidad. La policía de Río incluso encontró una copia de la Torá en uno de los escondites vinculados a él.
Respecto a los demás conversos, Christina Vital afirma que no hay forma de refutar objetivamente una declaración hecha por los involucrados, independientemente de que uno crea o no en la conversión. Según relata:
 

Não é só uma questão de rezar a arma na boca de fumo, que aparece como algo espetacularizado. Eles vão aos cultos mais de uma vez por semana ou o fazem em suas casas, promovem cultos de ação de graças, vários deles pagam dízimo. Não podemos dizer que são falsas conversões.
No se trata simplemente de rezar con una pistola en una boca de fumo, lo que parece algo espectacularizado. Asisten a la iglesia más de una vez a la semana o lo hacen en sus hogares, celebran servicios de acción de gracias y muchos de ellos pagan diezmos. No podemos decir que éstas sean conversiones falsas.

El investigador Diogo Silva Correa desmiente esta afirmación, citando testimonios de su trabajo etnográfico realizado entre 2011 y 2014 en Cidade de Deus, en la Zona Oeste de Río. Según él, el pentecostalismo habría influido en el narcotráfico y viceversa debido a la coexistencia entre los grupos, pero que no hubo fusión entre ambos:

Afinal, moradores, traficantes e crentes da Cidade de Deus continuam a saber discernir o que é próprio do mundo da igreja pentecostal e o que é próprio do mundo do crime; grosso modo, eles sabem diferenciar o que é um traficante e o que é um crente.
Al fin y al cabo, los habitantes, los narcotraficantes y los creyentes de Cidade de Deus siguen sabiendo discernir lo que es típico del mundo de la iglesia pentecostal y lo que es típico del mundo del crimen; En términos generales, saben diferenciar entre un traficante de drogas y un creyente.

Como ejemplo cita al dueño de una «boca de fumo» en Cidade de Deus, quien, incluso en prisión, ordenó retirar las estatuas de san Jorge de un altar y las sustituyó por una Biblia gigante. Según el investigador, a pesar de este gesto, ni el traficante ni los demás miembros de la comunidad lo considerarían evangélico. Según los demás evangélicos, no era más que un «narcotraficante con el corazón roto», pues la actividad criminal es incompatible con las doctrinas religiosas.